# Assebroek
Assebroek is een plaats in de Belgische provincie West-Vlaanderen en sinds 1 januari 1971 een deelgemeente van de provinciehoofdstad Brugge. Assebroek ligt ten zuidoosten van de historische binnenstad. De deelgemeente heeft een oppervlakte van 10,49 km² en telde op 31 december 2014 19.737 inwoners, die Assebroekenaren worden genoemd. Het aantal inwoners is sinds 1999 nauwelijks gewijzigd. Daarmee telt Assebroek ca. 16,75% van de Brugse bevolking.

## Etymologie
Sinds 1421 spreekt men van Assebroucq of Assebroek. Voordien was het Ursebroec (1201), Ersbroch (1231), Ars(e)brouc (1242).
Ars(e)brouc betekent wellicht vochtige paardenweide. Het Oud-Nederlandse Arse of Ors staat dan voor paarden en brouc voor nat stuk land of meers.
Opvallend is dat rond de Meersen in de middeleeuwen talrijke herbergen stonden, allen met paardennamen, waarvan alleen nog de bouwval Het Vliegend Paard te Oedelem overeind staat. Ook de buurt Peerdeke in Assebroek verwijst wellicht hiernaar.
Sommige bronnen gaan ervan uit dat Arse slaat op Essen, zodat Assebroek zou betekenen moeras omringd door Essen. De historicus Jos De Smet heeft deze verklaring afgewezen, omdat rond meersen geen esbomen groeiden.

## Geschiedenis

### Oudste bewoning
Op Steenbrugge en Ryckevelde zijn vondsten gedaan die wijzen op bewoning sinds het Mesolithicum. De waterrijke Assebroekse Meersen vormden een belangrijke voedselbron. Ook uit het Neolithicum zijn vondsten gedaan. Volgens sommigen is de circulaire site in de Assebroekse Meersen een prehistorisch monument, hoewel men tijdens het archeologisch onderzoek in 2011 hiervoor geen aanwijzingen vond.
Wellicht bleef het gebied ook tijdens de brons-, ijzer- en Romeinse tijd en de vroege middeleeuwen bewoond. Van de 5de tot en met de 7e eeuw had de streek af te rekenen met grote overstromingen ten gevolge van zeetransgressies. Het meersengebied liep daardoor meerdere malen onder water. Tijdens de Merovingische periode vestigden de Franken zich onder meer in Vlaanderen. Assebroek maakte in die tijd deel uit van het koninklijk domein Sijsele dat, samen met Weinebrugge en Snellegem de Pagus Flandrensis vormt. Het toponiem "Odegem" wijst wellicht op een Frankische vestiging in de vroege middeleeuwen. Het toponiem Veltem, nu nog in gebruik in de deelgemeente Sint-Kruis, lag iets ten noorden van het Klooster Engelendale.

### 9e - 15e eeuw
"Felthem", dat volgens een akte uit 976 door de toenmalige eigenaar Folgbertus en zijn vrouw Reginsuint werden geruild met de Sint-Baafsabdij, is daarmee het oudst geattesteerde deel van Assebroek. Odegem, waar de oudste parochie van Assebroek werd gesticht, werd voor het eerst vermeld in 1038. Bij het Sint-Trudokerkje van het hof van Odegem kwamen de vrouwelijke leden van de Brugse Eekhoutabdij zich vestigen. De vroegste akte van het Sint-Trudoklooster dateert van 1133. Waar het toenmalige klooster juist stond, is niet bekend. De band met de Eekhoutabdij werd verbroken en in 1248 stichtten de zusters een autonome abdij. In 1261 werd de abdij door een brand vernield. Een nieuw klooster werd gebouwd op hetzelfde domein, maar dichter bij de weg naar Kortrijk. Het dichtbijgelegen waterloopje kreeg de naam "Sint-Trudoledeken". In de 13e eeuw werd hier een parochie gesticht. De parochiegrenzen vielen samen met het huidig kanaal Gent-Brugge, het Sint-Trudoledeken en de grens met Oostkamp.
Het toenmalige Assebroek, het huidige Ver-Assebroek, behoorde al sinds de vroege middeleeuwen tot de heerlijkheid Sijsele. Assebroek (Ascebroc of Ars(e)brouc) werd voor het eerst vermeld in 1187. Reeds rond het einde van de 12e eeuw zou er een eerste kapel of kerkje hebben gestaan voor deze bescheiden parochie, opgericht door de heren van Assebroek en toegewijd aan Maria Magdalena. De heren van Assebroek, die aanzienlijke rijkdom hadden vergaard door hun visrechten op de Reie, de brieven van de Reie en veenwinning, bouwden in de twaalfde eeuw hun kasteel in de Assebroekse Meersen, omringd door drie concentrische walgrachten, die op heden het archeologisch landschappelijk monument uitmaken. Hun opperhof was vergezeld van een neerhof, wellicht op de plaats waar zich nu nog de gerestaureerde schuur gekend als het "Leenhof" bevindt.
Vóór 1270 strekte de bevoegdheid van de Brugse Onze-Lieve-Vrouweparochie zich uit over het grootste deel van het huidige Assebroek. Haar dochterparochie Sint-Katarina werd in 1270 opgericht. Een kerk werd gebouwd op een stuk grond, geschonken door gravin Margareta van Constantinopel, ongeveer op de hoek van de huidige Vestingstraat en Edward de Denestraat en nabij de weg naar Kortrijk. Een deel van de huidige Katelijnestraat lag toen op Assebroeks grondgebied. De parochie grensde aan Sint-Kruis, Sint-Michiels, Oostkamp en de parochie Assebroek.
Tijdens de 12e en 13e eeuw kende Brugge een sterke groei en bevolkingstoename. In 1275 kreeg de stad toestemming van Margareta van Constantinopel om het grondgebied rond de stad uit te breiden. Delen van het Sijseelse werden ingelijfd en afgebakend met palen. In 1297 werd uiteindelijk de tweede omwalling rond Brugge aangelegd. Deze sneed de Sint-Katarinaparochie in twee: een gebied intra muros en een gebied extra muros dat als "Paallanden" werd aangeduid. Een deel van de parochie lag nu in het zuidoostelijke deel van de stad Brugge, afgesloten van de parochiekerk. De kerk werd tijdens het conflict met de Gentenaren gesloopt in 1382, en herbouwd rond 1400 op ongeveer dezelfde plaats en met hetzelfde plan.
De heren van Gruuthuse bezaten grond aan beide zijden van de omwalling, in de buurt van de Katelijnepoort. Zij stichtten er in 1469 het klooster van de arme klaren.
Assebroek bestond vroeger uit vier leenhoven die afhingen van het Prinselijk leenhof van de Burg van Brugge. Aan het huidige Pastoor Verhaegheplein op Ver-Assebroek bevond zich het belangrijkste leen, dat voor het eerst werd vermeld in 1201 en een eigen, lage rechtsmacht had. De heren van Assebroek gaven er hun naam aan. De heer van Assebroek fungeerde als briever of ontvanger van de pachtgronden van de graaf van Vlaanderen. Volgens sommige archeologen is er een verband tussen de circulaire structuur ten zuiden van de Kerkdreef en het leenhof. De site is bruikbaar als woonoppervlakte, en die was dan mogelijk omringd door een aarden ringwal en een cirkelvormige buitengracht. Dat de cirkelstructuur het opperhof zou zijn geweest en het leenhof het neerhof, blijft tot op heden een hypothese.

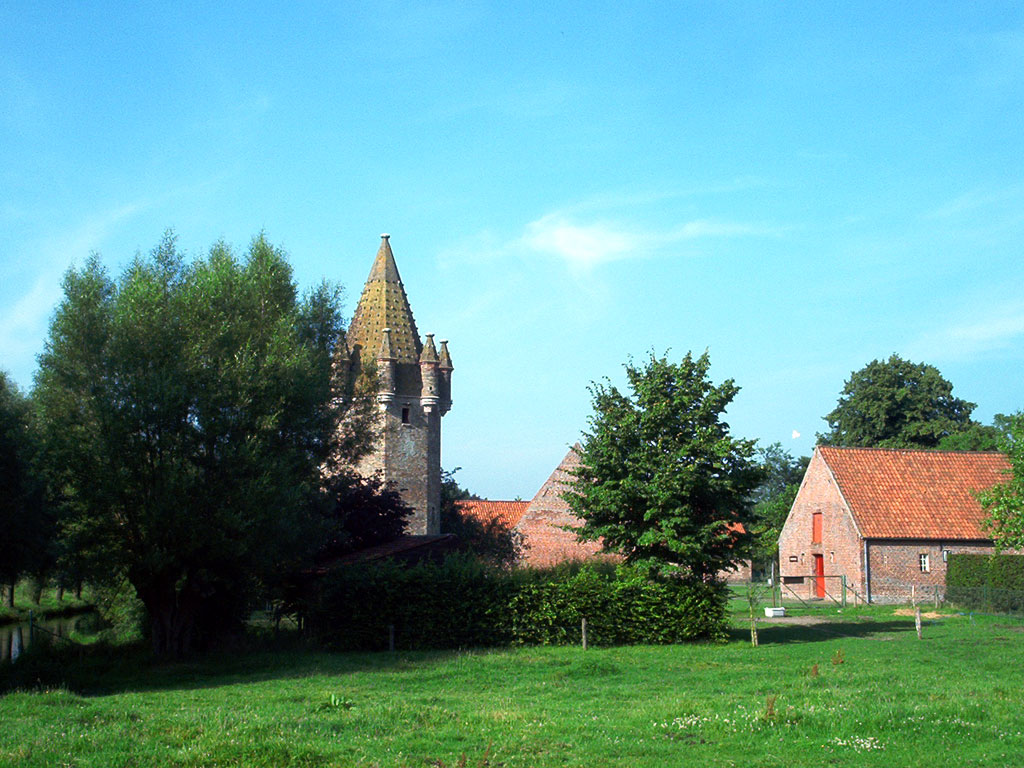
Domein De Zeven Torentjes

"De Zeven Torentjes", ook nog als "'s Heer Boudewijnsburg" of "Rabaudenburg" aangeduid, was een tweede belangrijk leenhof, en had eveneens een lagere rechtspraak. Op het huidige domein "De Zeven Torentjes" bevindt zich nog een duiventoren, wellicht uit de 16e eeuw, die wijst op de hoge status van dit voormalige goed.
Een derde leen was "Zevekote", met vroegste vermelding in 1258. De naam zou verwijzen naar een overdekte sluis (zeve) die de waterhuishouding van de omwalling, gevoed door de nabijgelegen Gemene-Weidebeek, regelde. Veel over de geschiedenis van het leen is niet geweten. De eerst bekende eigenaar duikt pas op in de 14e eeuw. Hij zou een belangrijke status hebben gehad: hij was aanborger van de Gemene Weiden en bezat een kasteel met omwalling.
Het vierde leen, bekend onder de namen "Ter Lake", "Boechout" of "Buggenhout", lag net buiten de Brugse stadsomwalling, ter hoogte van de huidige Vrijheidsstraat. Van dit domein, dat ontstaan was op gronden van de heren van Gruuthuse, blijft heden niets over. Naast deze vier leenhoven waren er nog enkele gewone lenen zonder rechtsmacht.
Tussen 1270 en 1280 werden in een eerste fase de bovenlopen van de Durme en de Reie gekanaliseerd en ontstond de Brugse Leie, de voorloper van het kanaal Gent-Brugge. Voorts werd in 1284 het klooster van de "Jacopinessen ter Ingelendale bi Brucghe", langs de huidige Astridlaan, gesticht.
In de 14e eeuw werd door de heerlijkheid Sijsele het grondgebied in secties of branken verdeeld; hiervoor werden de parochiegrenzen van Assebroek en Sint-Katarina gebruikt. Elke brank had een hoofdman die als tussenpersoon fungeerde tussen het bestuur van de heerlijkheid, gevestigd op de Burg, en de inwoners.
De oudste vermelding van de Gemene Weiden dateert, voor zover bekend, van 1327, maar deze feodale bestuursinstelling was wellicht al veel ouder. Gemene Weiden zijn gronden die gemeenschappelijk gebruikt en beheerd worden. Samen met de Loweiden op het grondgebied Oedelem zijn het de laatste overgebleven gemene gronden in Vlaanderen. De aanborgers hebben nog steeds, zoals vanouds, het gebruiksrecht. Elk van hen beschikt over een afgebakend stuk grond, dat van vader op zoon werd doorgegeven, en vanaf 2024 ook op dochter.
In de loop van de 15e eeuw kende het Sint-Trudoklooster een grote bloei: de kloostergemeenschap groeide aan en het gebouwenbestand werd gevoelig uitgebreid.

### 16e - 17e eeuw

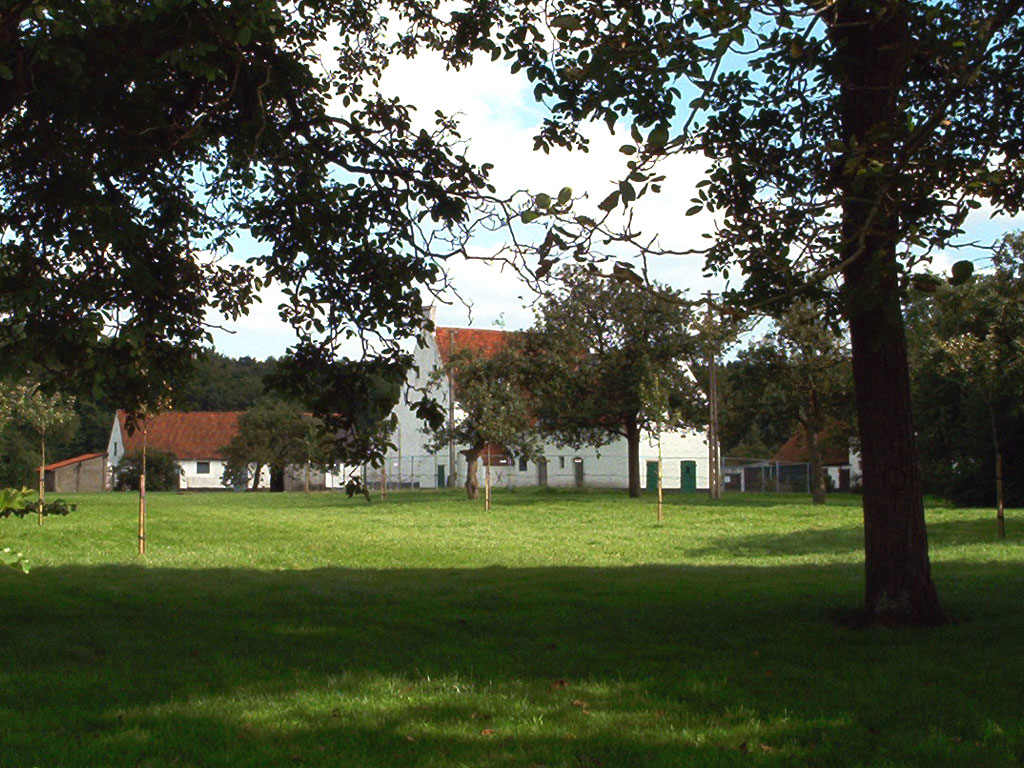
Abdijhoeve Sint Trudo

Tijdens het laatste kwart van de 16e eeuw werd Assebroek geteisterd door godsdienstoorlogen. In 1566 hielden de calvinisten op verschillende plaatsen, maar vooral op Zevekote, hagenpreken. Ook in 1566 moesten de kloosterlingen van het Sint-Trudoklooster te Odegem tijdelijk vluchten naar hun refuge aan de Garenmarkt in Brugge, om het klooster uiteindelijk definitief te verlaten in 1578. In 1580 werd het kloostergebouw volledig vernield. De site bleef eigendom van het klooster, maar fungeerde nu enkel nog als buitengoed met hoeve. Vanaf 1584 maakte Odegem deel uit van de parochie Sint-Katarina.
In 1569 werd het domein van 's Heer Boudewijnsburg geplunderd door de beeldenstormers. Ook de Maria Magdalenakerk op (Ver-)Assebroek werd in 1572 grotendeels door de geuzen vernield.
In 1577-1578 liet de stadsmagistraat om strategische redenen alle grote gebouwen in het Brugse ommeland, waaronder de Sint-Katarinakerk, afbreken. In 1578 werd ook het Engelendaleklooster op de kapel na volledig vernield door de geuzen. De kloosterlingen moesten hun intrek nemen in de Clophamerstraat, de huidige Jakobinessenstraat, in Brugge. Ook hier bleven de gronden eigendom van het klooster en werden als buitengoed met hoeve gebruikt.
De Spaanse verdedigingslinie tijdens de Tachtigjarige Oorlog lag onder meer langs het kanaal Gent-Brugge. Aan het Lappersfort en in Steenbrugge werden enkele versterkingen opgeworpen. Door de vele troepenbewegingen en gewapende conflicten kreeg de bevolking het ook in de 17e en het begin van de 18e eeuw zwaar te verduren.
In 1613 werd het kanaal Gent-Brugge uitgegraven en uitgediept. Deze waterweg bleef tot de aanleg van de snelwegen in de tweede helft van de 20e eeuw een belangrijke verkeersader tussen Gent en Brugge.
Rond 1628 werd de kerk van (Ver-)Assebroek heropgebouwd en opgedragen aan Maria Magdalena en Onze-Lieve-Vrouw.

### 18e eeuw

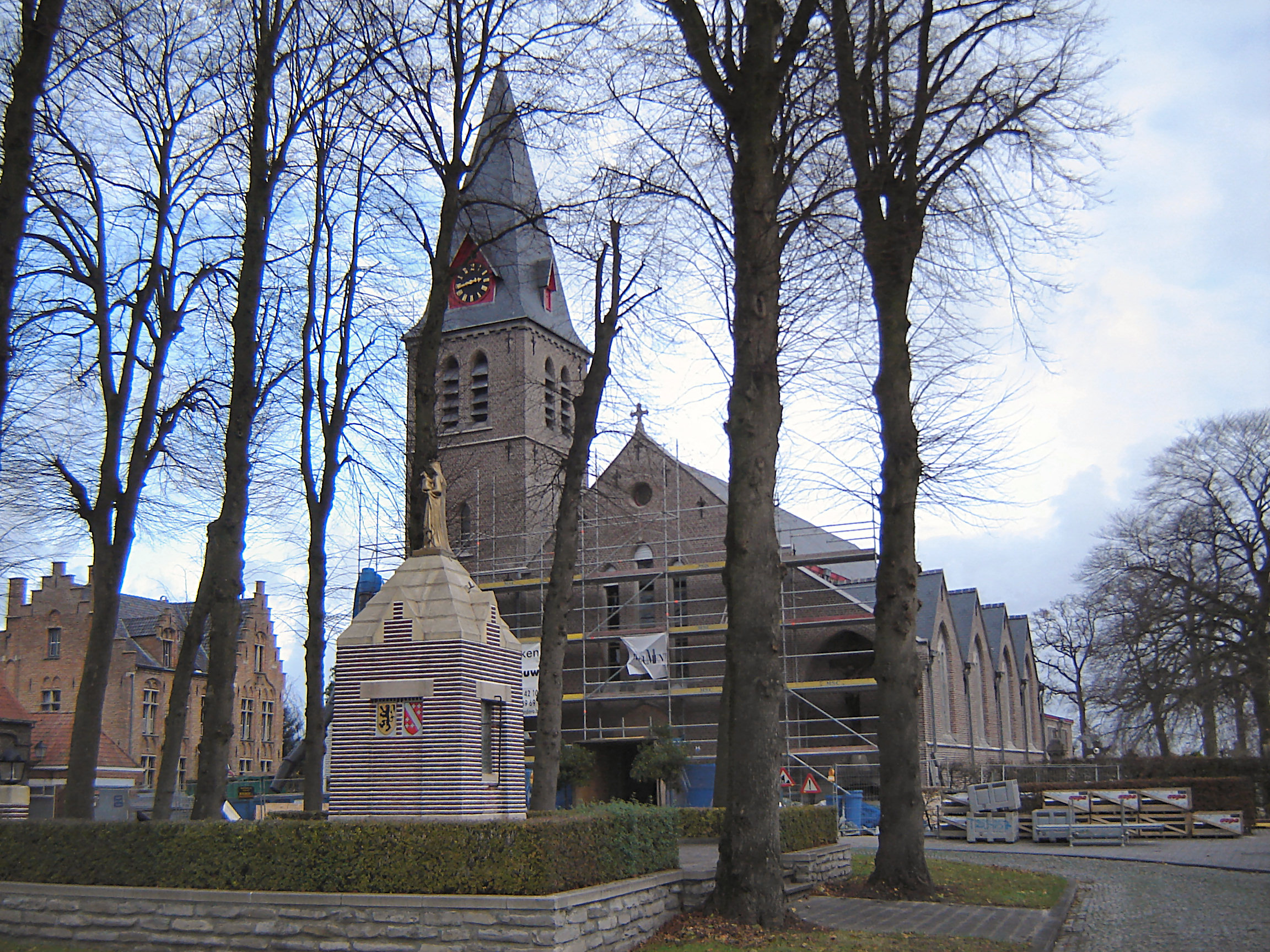
De Onze-Lieve-Vrouw-Onbevlekt-Ontvangenkerk

In 1746 werd de kerk van (Ver-)Assebroek uitgebreid en opgedragen aan Onze-Lieve-Vrouw van de Onbevlekte Ontvangenis. Reden hiervoor was de grote toeloop van bedevaarders, die een mirakelbeeld van Maria, in 1720 aan de kerk geschonken door pastoor Verhaeghe, kwamen bezoeken.
In 1734-1735 werd, ter vervanging van de kronkelende weg naar Kortrijk, van de Katelijnepoort tot aan Steenbrugge een rechte kasseiweg aangelegd door de Stad Brugge, vandaag bekend als de Baron Ruzettelaan. De verbindingsweg naar Gent (vandaag in Assebroek bekend als Generaal Leman- en Astridlaan) verloor aan belang door de heraanleg van de Maalse Steenweg op Sint-Kruis. Deze nieuwe weg maakte vanaf 1778 deel uit van de rijksweg over Sijsele, Maldegem en Eeklo naar Gent.
Op de Ferrariskaart (1770-1778) is te zien dat Assebroek toen hoofdzakelijk nog uit landbouwgrond bestond als gevolg van de systematische ontginning sinds de 13e eeuw. Rond de kerk van (Ver-)Assebroek was er een kleine bewonerskern, en verder bevonden zich nog enkele huizen langs de belangrijkste wegen.
Op initiatief van keizer Jozef II werden in 1784 de kerkhoven in de steden afgeschaft. De Stad Brugge kocht een stuk grond van twee ha groot, toebehorend aan het Sint-Trudoklooster, om er een nieuwe Centrale Begraafplaats aan te leggen. De eerste begrafenis vond plaats in 1787 en het kerkhof werd ingewijd op 3 november 1789.
Het domein van 's Heer Boudewijnsburg werd op het eind van de 18e eeuw door de familie Van Mullem gebruikt als stokerij.
De heerlijkheden werden kort na de Franse Revolutie door de Franse overheid afgeschaft. Assebroek werd een onafhankelijke gemeente bestaande uit de parochies Assebroek en Sint-Katarina (met Odegem) en het deel van de Brugse Paallanden. De gemeente werd genoemd naar de enige parochie die dan nog over een kerk beschikte. Het deel van Sint-Katarina dat binnen de Brugse stadsmuren lag, werd een autonome Brugse parochie die in 1809 werd gewijd aan de heilige Magdalena. Het gedeelte buiten de stadsvestingen werd toegewezen aan Onze-Lieve-Vrouw van Assebroek.

### 19e eeuw

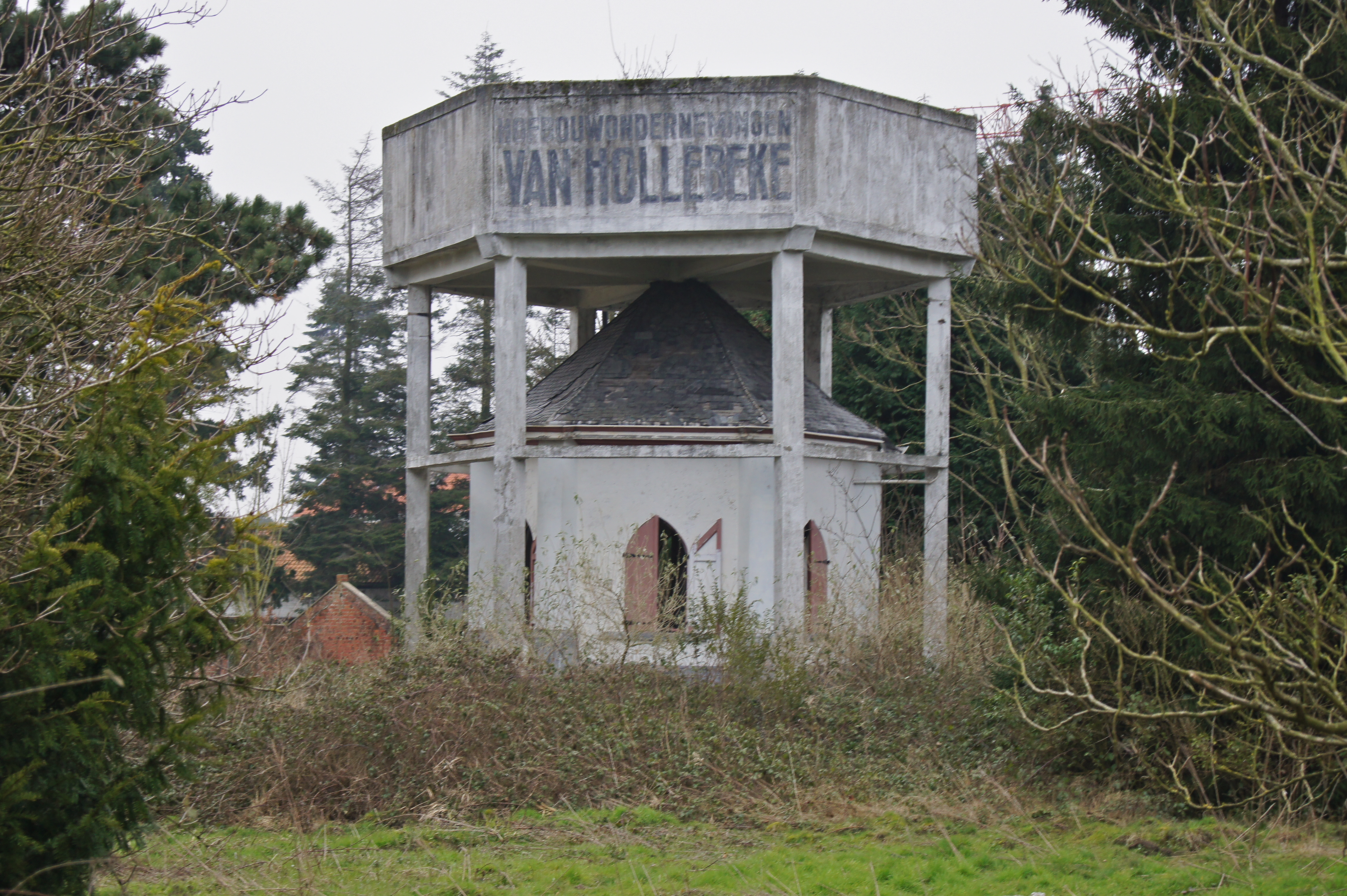
Watertoren van het tuinbouwbedrijf Van Hollebeke

Ook tijdens het grootste deel van de 19e eeuw was Assebroek een landelijke gemeente. In 1820 werd de Stad Brugge volledig eigenaar van het kerkhof, vanaf dan de Stedelijke Begraafplaats. Enkele uitbreidingen volgden in 1841 en 1864.
De belangrijke bankier en grootgrondbezitter Felix Du Jardin schonk in 1845 grond voor de uitbreiding van het kerkhof met ommegang op Ver-Assebroek. Hij richtte in 1847 ook een katoenspinnerij op in de Nijverheidsstraat, in de buurt van de Gentpoort. Toen in 1874 de bank Du Jardin failliet ging, liet Joseph Jooris-Eggermont, de nieuwe landeigenaar, rond 1877 het dorpscentrum van Ver-Assebroek met een kerkplein en omliggende straten heraanleggen.
In 1863 werd de spoorlijn Brugge-Eeklo aangelegd. In Assebroek kwamen twee stopplaatsen: in Steenbrugge, met beweegbare treinbrug over het kanaal, en in Ver-Assebroek aan de Astridlaan. Ook twee buurtspoorwegen liepen door Assebroek: Brugge-Zwevezele, aangelegd in 1895, en Brugge-Knesselare, aangelegd in 1904. Later werden deze lijnen gedeeltelijk geëlektrificeerd en reden de stadstrams 1 en 2 in het gebied.
Van een eerste gemeenteschool was reeds sprake in het begin van de 19e eeuw. In 1872 werd door de zusters van de Onbevlekte Ontvangenis een school opgericht langs de Astridlaan. In 1881 kwam er ook een gemeenteschool. Naast de abdij van Steenbrugge werd in dat jaar ook een meisjesschool gebouwd, en op Ver-Assebroek een gemeenteschool voor jongens.
In 1875 kocht pastoor Filip Pollet een stuk grond in Steenbrugge, het vroegere Odegem, en stichtte daarop een kerk en een school. Hij wilde er opnieuw een parochie oprichten, maar dat wilde het bisdom niet. Hij schonk alles aan de benedictijnen uit Dendermonde, die er in 1879 een klooster oprichtten. Hoewel geen parochiekerk, woonde de bevolking van Steenbrugge de mis bij in de kloosterkerk en gingen de kinderen hier naar school. In 1896 kreeg het klooster de status van benedictijnerabdij.
op 7 december 1881 kregen de aanborgers van de Gemene Weiden het eigendomsrecht definitief toegewezen, na eeuwen van twist met de overheid.
Voorts werd in 1887-1890 de kerk van Ver-Assebroek uitgebreid en verbouwd, en vestigde het belangrijke tuinbouwbedrijf N.V. Flandria zich tussen de Baron Ruzettelaan en het kanaal Gent-Brugge.

### 20e eeuw
Vanaf het begin van de 20e eeuw veranderde het landelijke Assebroek langzaam van uitzicht. Naast de plantenkweker Flandria, aan de Baron Ruzettelaan, vestigden zich nog een aantal horticultuurbedrijven in Assebroek, vaak gespecialiseerd in het kweken van laurierbomen. Langs het kanaal Gent-Brugge en de Baron Ruzettelaan en aan de vesten ontwikkelde zich een bescheiden industriële activiteit.
In 1904 vestigden de zusters van de Heilige Ursula uit Tours zich langs de Weidestraat en stichtten er het klooster Haverloo, met een pensionaat voor meisjes uit de hogere kringen.
Vanaf 1905 was de fabriek N.V. La Brugeoise, producent van onder meer spoorwegmaterieel, gevestigd aan de overkant van het kanaal op het grondgebied van Sint-Michiels, maar met de ingangspoort aan de Baron Ruzettelaan. Dit had een grote impact op de ontwikkeling van Assebroek. De fabriek, vanuit Assebroek toegankelijk via een voetgangersbrug, was voor de Assebroekse bevolking een erg belangrijke werkgever. De omgeving van het huidige Sint-Katarina ontwikkelde zich snel tot een stedelijke, volkrijke wijk met eenvoudige arbeiderswoningen en woningen voor kaderleden.

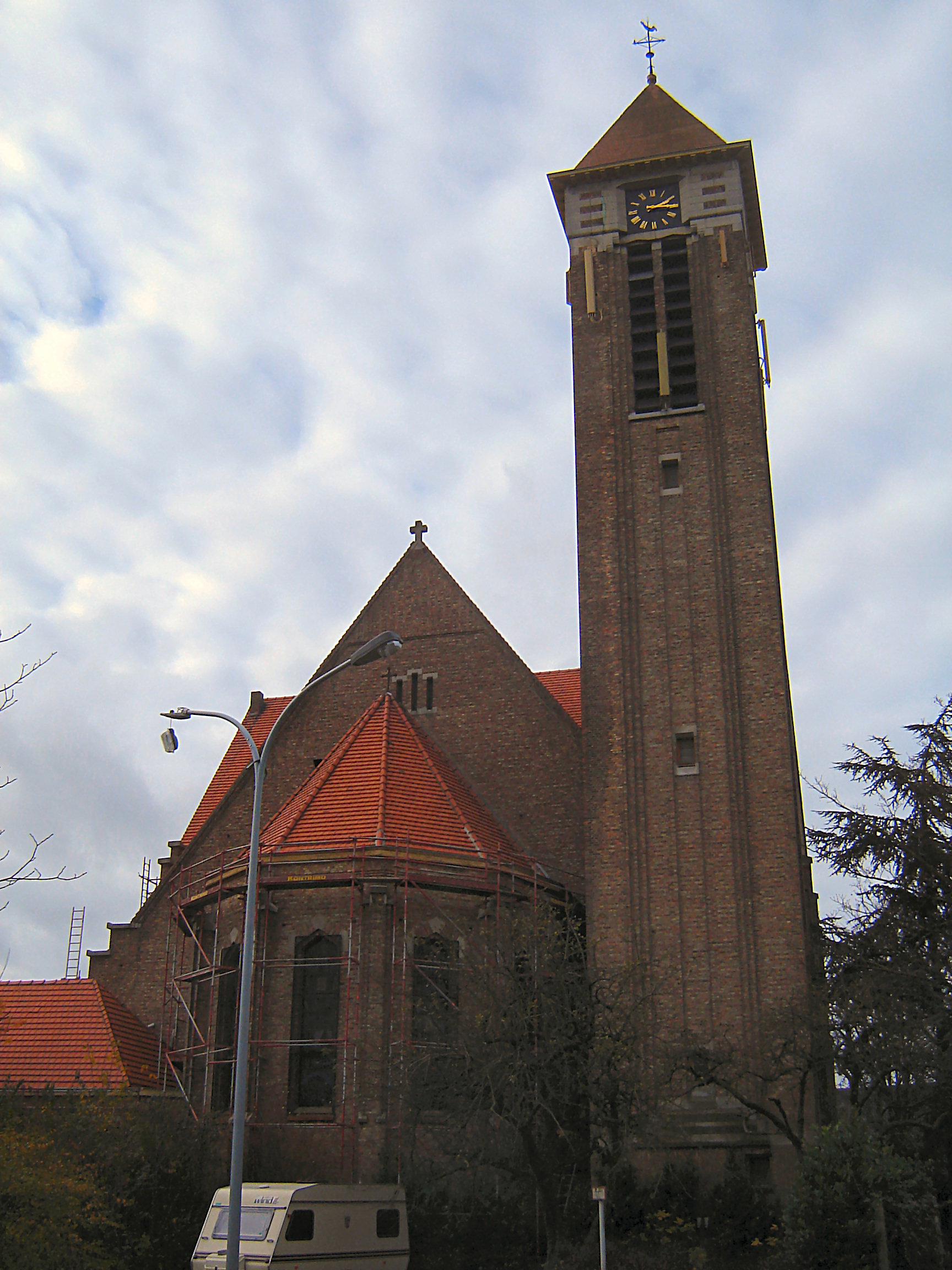
De Sint-Katarinakerk

Door de snel groeiende bevolking drong de oprichting van nieuwe parochies zich op. In 1908 werd een school met klooster en noodkerk gebouwd langs de Sint-Katarinastraat. In 1910 ontstond de nieuwe Sint-Katarinaparochie, die de patrones van de eerste Sint-Katarinaparochie aannam. Een kerk kwam er pas in 1934.
In 1912 werd een stelplaats voor elektrische trams ingericht tegenover het gemeentehuis, aan het huidige Gaston Roelandtsplein. Deze stelplaats, die later ook de centrale stelplaats van het openbaar busvervoer in Brugge werd, verhuisde in 2011 naar Ten Briele in Sint-Michiels. Twee tramlijnen van de Brugse stadstram liepen door Assebroek: lijn 1, langs de Generaal Lemanlaan richting Ver-Assebroek, en lijn 2, langs de Baron Ruzettelaan richting Oostkamp.

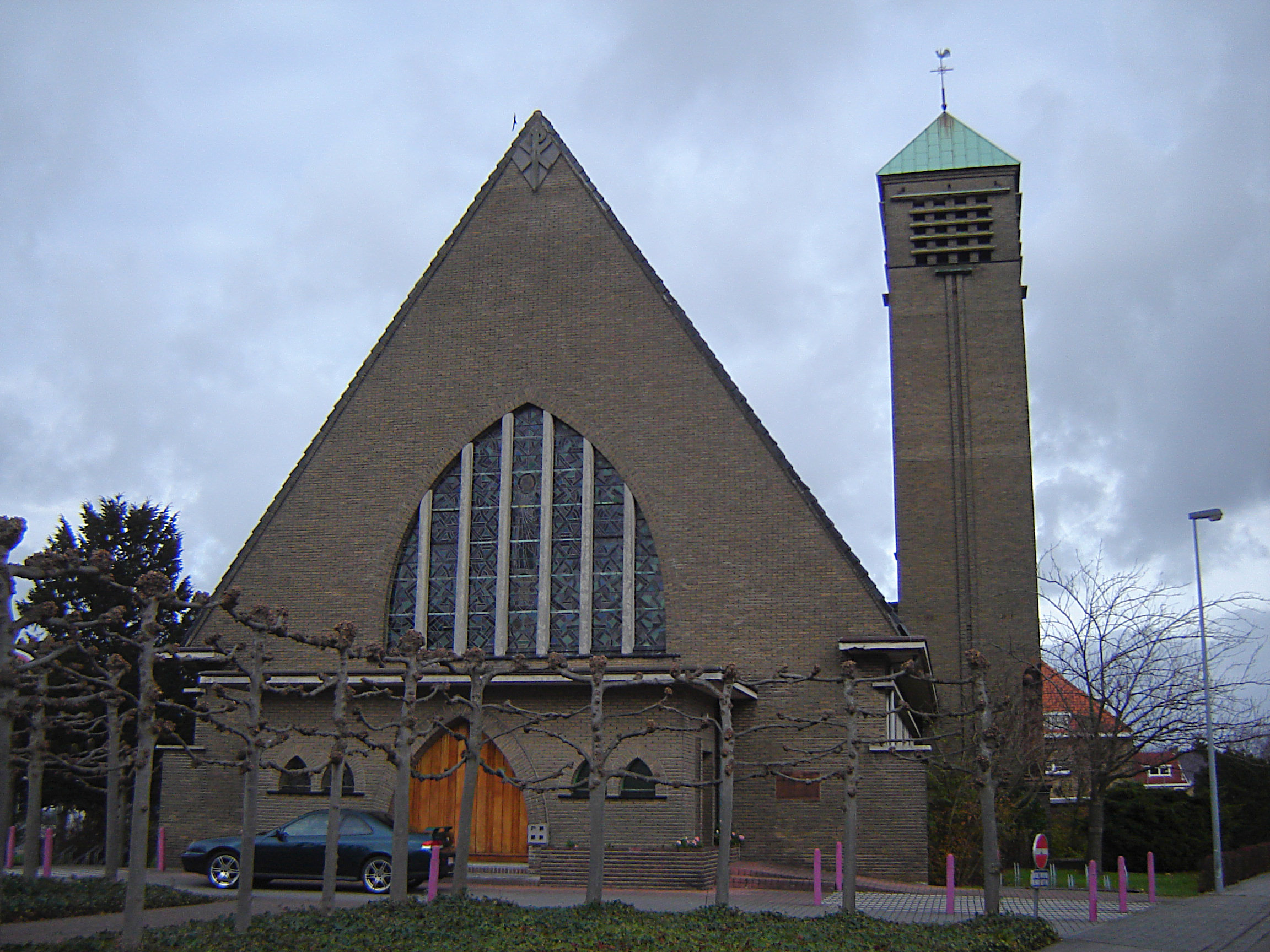
De Sint-Jozef-en-Sint-Kristoffelkerk

Op de gronden van het kasteel Zevekote liet de toenmalige eigenaar, Urbain Bossuyt, in de jaren 1930 een nieuwe wijk aanleggen. In 1932 werden achter het kasteel van Zevekote een klasje en een noodkerk opgericht. In 1933 verhuisden het klooster en de school naar de Schoolstraat. In 1935 werd de Sint-Kristoffelparochie officieel opgericht en werd de noodkerk vervangen door de Sint-Jozef-en-Sint-Kristoffelkerk. In 1955 werd ook Steenbrugge, het voormalige Odegem, opnieuw een autonome parochie, gewijd aan het Heilig Hart en Sint-Philippus.
In 1953 startte de school Blydhove in een kasteeltje langs de Generaal Lemanlaan. De school ging in 1998 op in een fusie tot het Instituut Mariawende-Blydhove. In 1955 werd het Onze-Lieve-Vrouwecollege Assebroek (OLVA) gesticht in de jonge Sint-Kristoffelwijk. De toenmalige directeur van het Brugse Sint-Leocollege had van het bisdom de opdracht gekregen in Assebroek met een college te starten.
In 1958 verlieten de zusters het klooster Haverloo. De gebouwen werden ingenomen door een school voor bijzonder onderwijs. Door uitbreidingswerken in het begin van de jaren 1970 moest het oude klooster wijken voor nieuwe schoolgebouwen.
Begin de jaren 1960 werd het AZ Sint-Lucas, vandaag het tweede grootste ziekenhuis in Brugge, gebouwd. Het is gelegen aan de rand van de wijk Steenbrugge en het natuurgebied Gemene Weiden. In 1967 werd de spoorlijn Brugge-Eeklo volledig buiten dienst genomen en in 1968 werden de sporen doorheen Assebroek opgebroken.
Door de gemeentefusie van 1971 werd Assebroek, dat deel begon uit te maken van de Brugse agglomeratie, een deelgemeente van de stad Brugge.

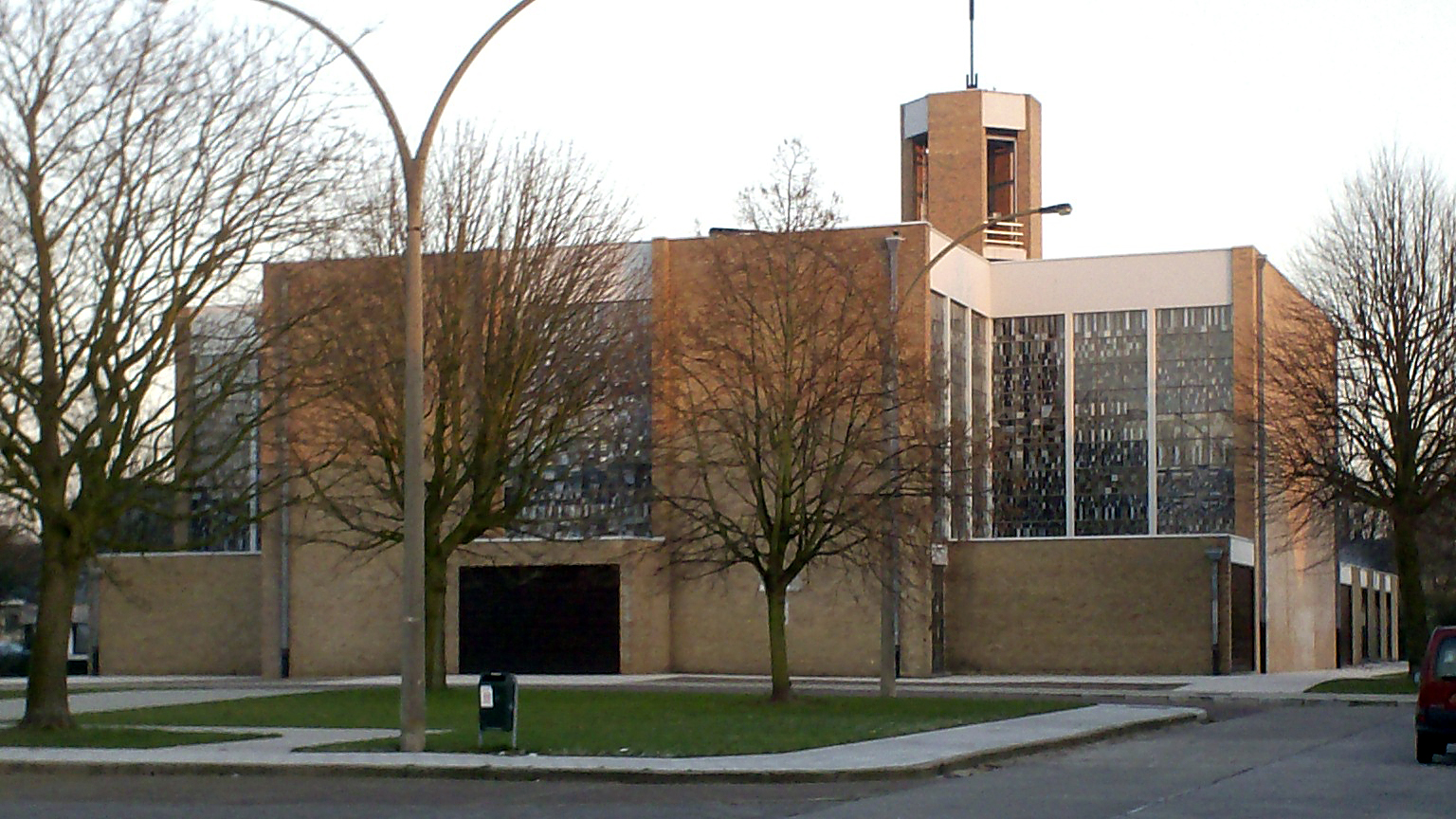
De Onze-Lieve-Vrouw-ten-Hemel-Opgenomenkerk

Onze-Lieve-Vrouw-ten-Hemelopgenomen, ontstaan als dochterparochie van Ver-Assebroek, is de jongste parochie van Assebroek. Ze werd erkend in 1973; de kerk dateert van 1965.
In de loop van de 20e eeuw, en in versneld tempo in de tweede helft van de 20e eeuw, kende Assebroek een spectaculaire bevolkingstoename. De oudste verkaveling situeert zich tegen de rand van het stadscentrum, rond de Sint-Katarinakerk, waardoor enkele tuinbouwbedrijven verdwenen. Gaandeweg werd ook het landelijk gebied, onder meer op Ver-Assebroek, verder ingenomen door woonzones. In 1988 werd zo de Goetmoetmolen, de laatste van de zes molens die ooit op Assebroek hebben gestaan, ook afgebroken. Nog tot op heden worden nieuwe verkavelingen en wijken met sociale woningbouw aangelegd.

## Geografie
Assebroek bevindt zich in een laaggelegen zandvlakte in het zuidoosten van Brugge. In het westen grenst het aan Sint-Michiels en in het noorden aan Sint-Kruis, allebei eveneens deelgemeenten van Brugge. In het zuiden en het zuidoosten grenst Assebroek aan de gemeenten Oostkamp en Beernem. Binnen het dichtbebouwde Assebroek liggen een aantal uitgestrekte natuurgebieden. De beschermde Assebroekse Meersen en Gemene Weiden in het zuiden, en centraal het natuurgebied Gemene-Weidebeek, waar de beek nog niet als riool onder de grond loopt.
Het gebied van de Assebroekse Meersen is een typevoorbeeld van een polderlandschap met veel kleine grasveldjes gescheiden door sloten en wilgen dat in de winter veelal blank staat. De Assebroekse Meersen ontstonden als uitloper van de Vlaamse Vallei en worden gekenmerkt door zandlemige tot kleiige en venige afzettingen uit het holoceen. Onder het veen zit een ca. 30 cm dikke laag moeraskalk uit het vroeg holoceen. 10.000 Jaar geleden was dit dus een echt moeras.

### Wijken
Wijken en deelwijken in Assebroek:
- Maria Assumpta
  - Daverlo
- Sint-Katarina
  - De Kaproen
- Sint-Kristoffel
  - Peerdeke
  - Zevekote
- Steenbrugge
  - Zeven Torentjes
- Ver-Assebroek
  - Engelendale
  - Groenewijk

## Demografische ontwikkeling
Bronnen: NIS en Stad Brugge - Opm:1806 t/m 1970=volkstellingen; 2008=inwonersaantal op 1 januari

## Bezienswaardigheden
- De Onze-Lieve-Vrouw-Onbevlekt-Ontvangenkerk met orgel in Ver-Assebroek (Pastoor Verhaegheplein)
- De Sint-Katarinakerk
- De Sint-Jozef-en-Sint-Kristoffelkerk
- De Onze-Lieve-Vrouw-ten-Hemel-Opgenomenkerk
- 19e-eeuwse voormalige dorpskern (Generaal Lemanlaan)
- De Centrale Begraafplaats (Kerkhofblommenstraat), de stedelijke hoofdbegraafplaats, in de wijk Sint-Katarina, met onder andere het graf van Guido Gezelle en de Belgische militaire begraafplaats Brugge (Kleine Kerkhofstraat)
- Voormalige herberg "De Lelie" (Weidestraat)
- Leenhof De Zeven Torentjes, met bekende duiventoren (Canadaring)
- De vroegere langgevelhoeve Het Leenhof (Kerklaan)
- Kloosterdomein Engelendale met overgebleven kloosterhoeve (Astridlaan)
- Abdijhoeve Sint-Trudo (Sint-Trudostraat) te Steenbrugge
- Bergjesbos (Olmendreef), een bos van 1 ha, stuifzandrelict, bedoeld als speelbos
- Natuurgebied Assebroekse Meersen (420 ha) met concentrische ringen (Kerkdreef) te Ver-Assebroek
- Natuurgebied Gemene en Loweiden (Weidestraat)
- Natuurgebied Gemene-Weidebeek (40 ha) (Gemeneweideweg-Zuid)
- Paalsteen tussen Oedelem en Assebroek uit 1748 (Loweidestraat, Lorreinendreef)

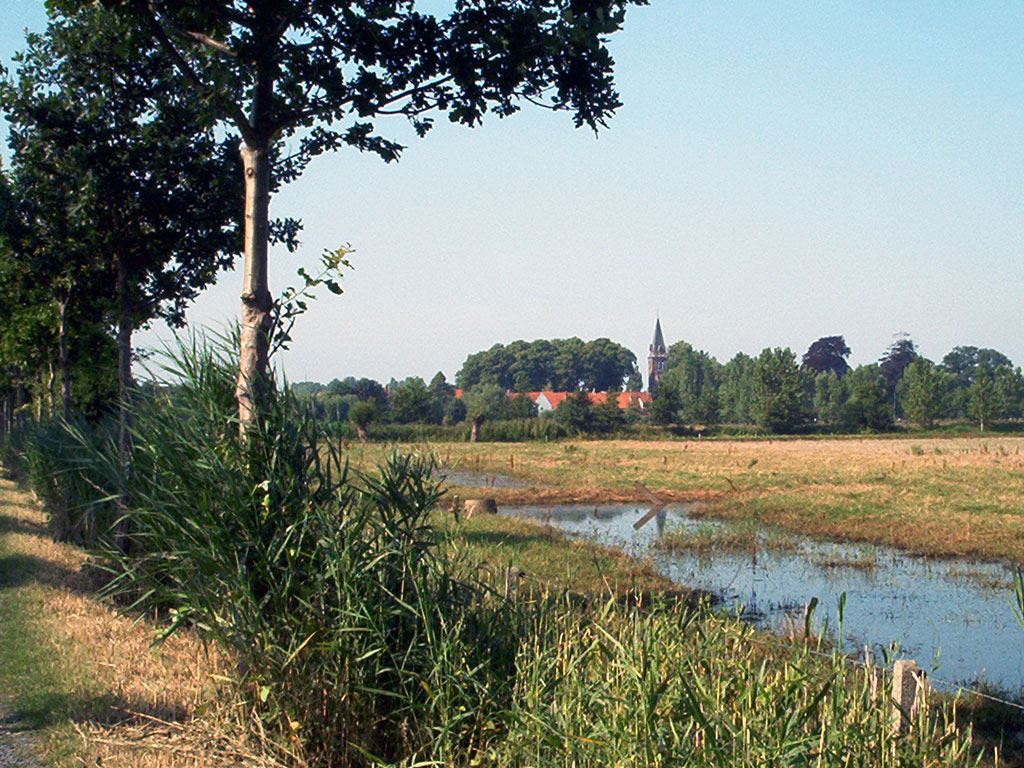
Assebroekse Meersen met op de achtergrond de kerk van Ver-Assebroek
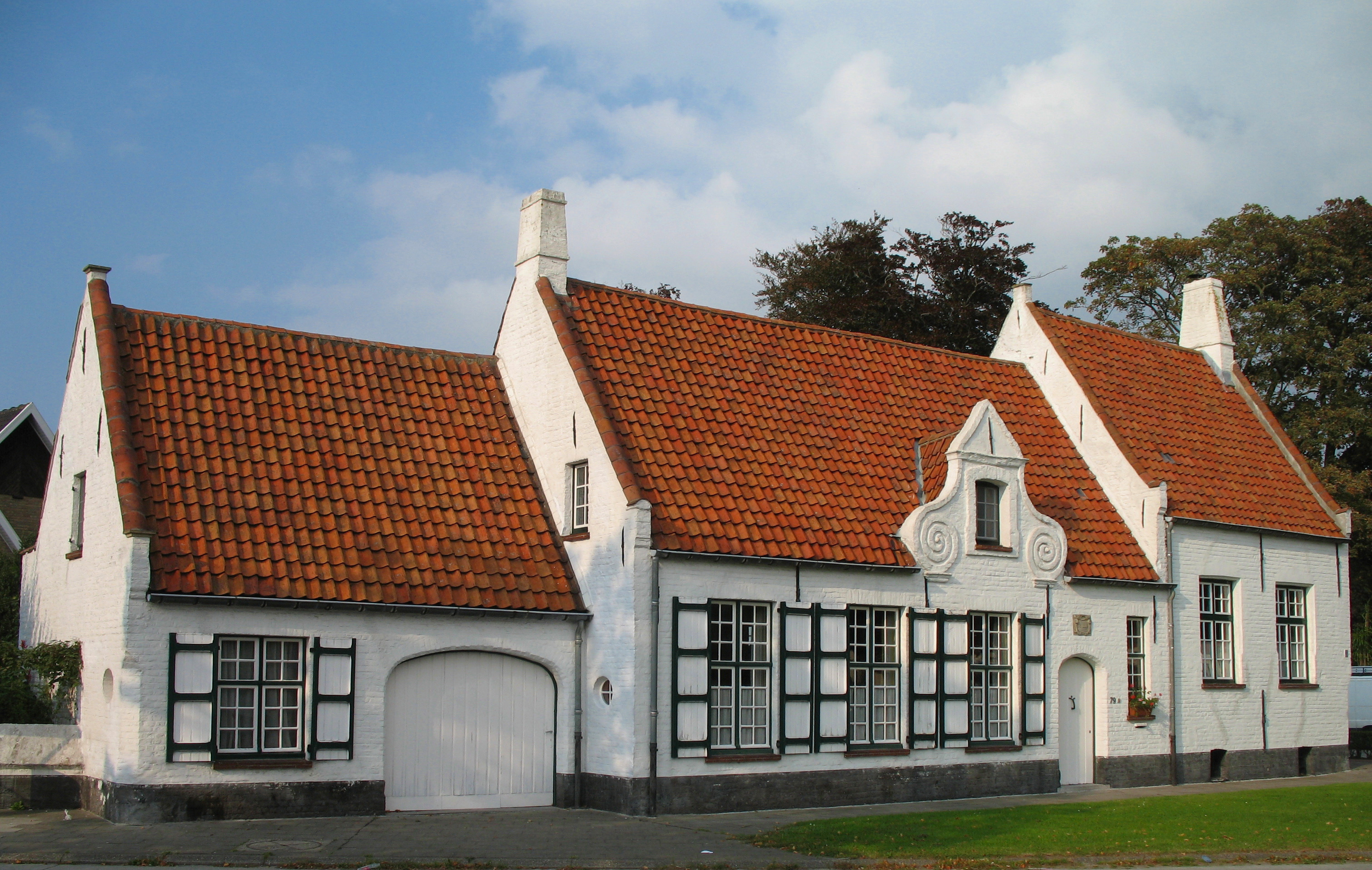
Voormalige herberg De Lelie (ca. 1661)
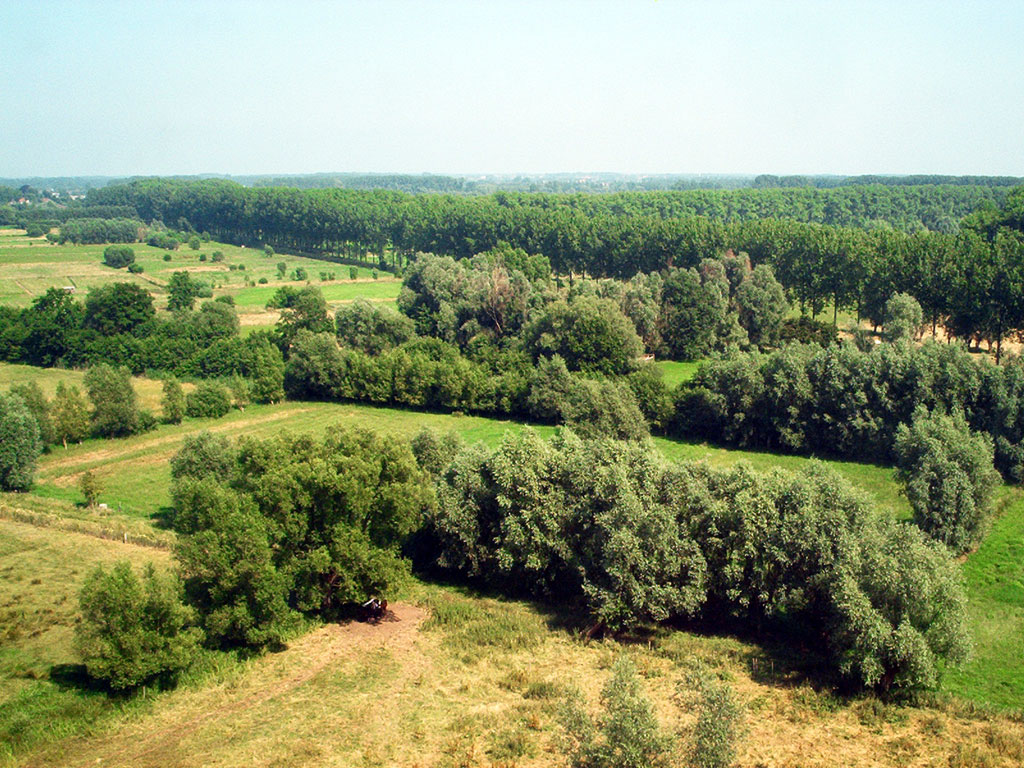
De Assebroekse Meersen
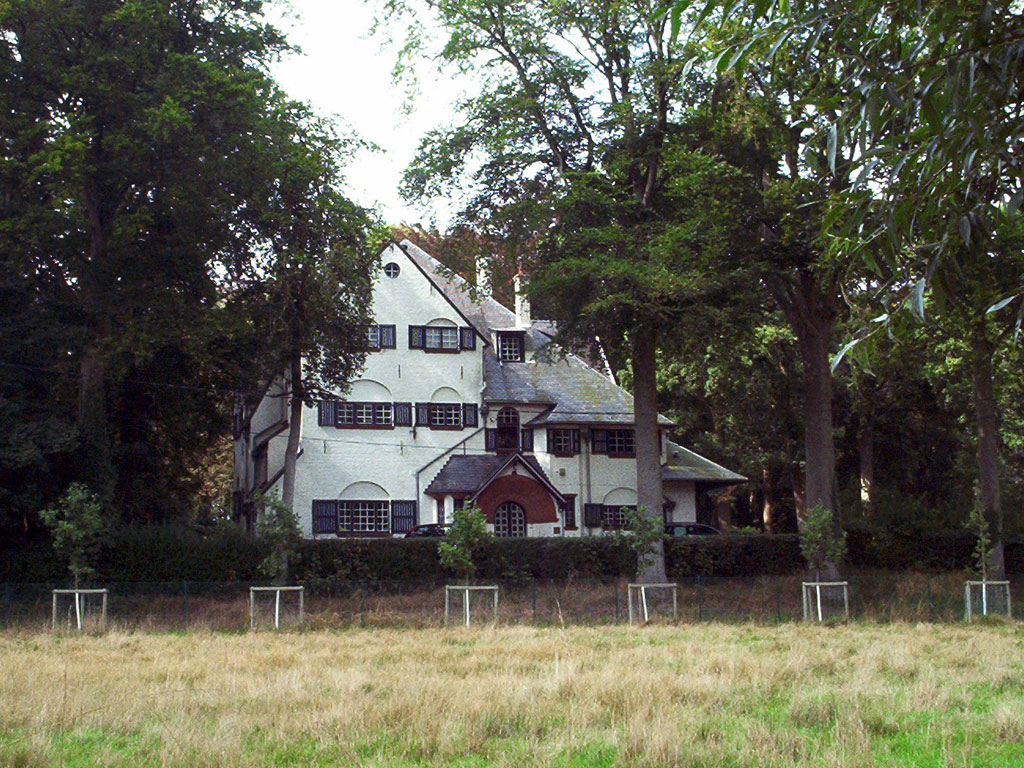
Bergjesbos kasteel
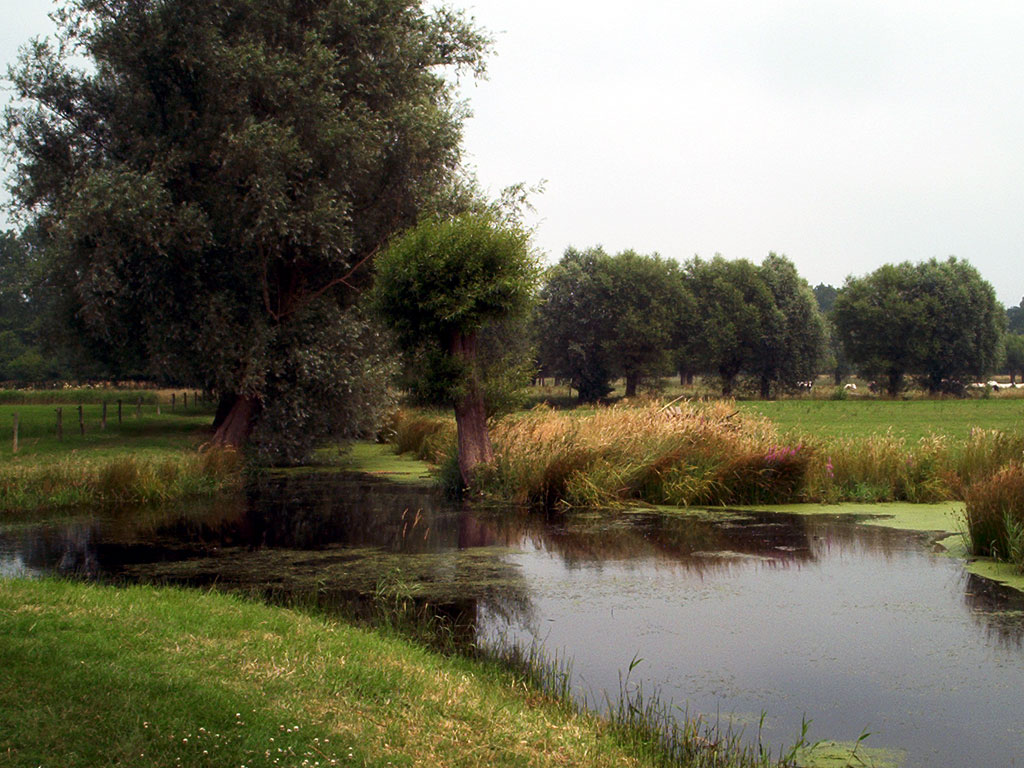
De Gemene-Weidebeek
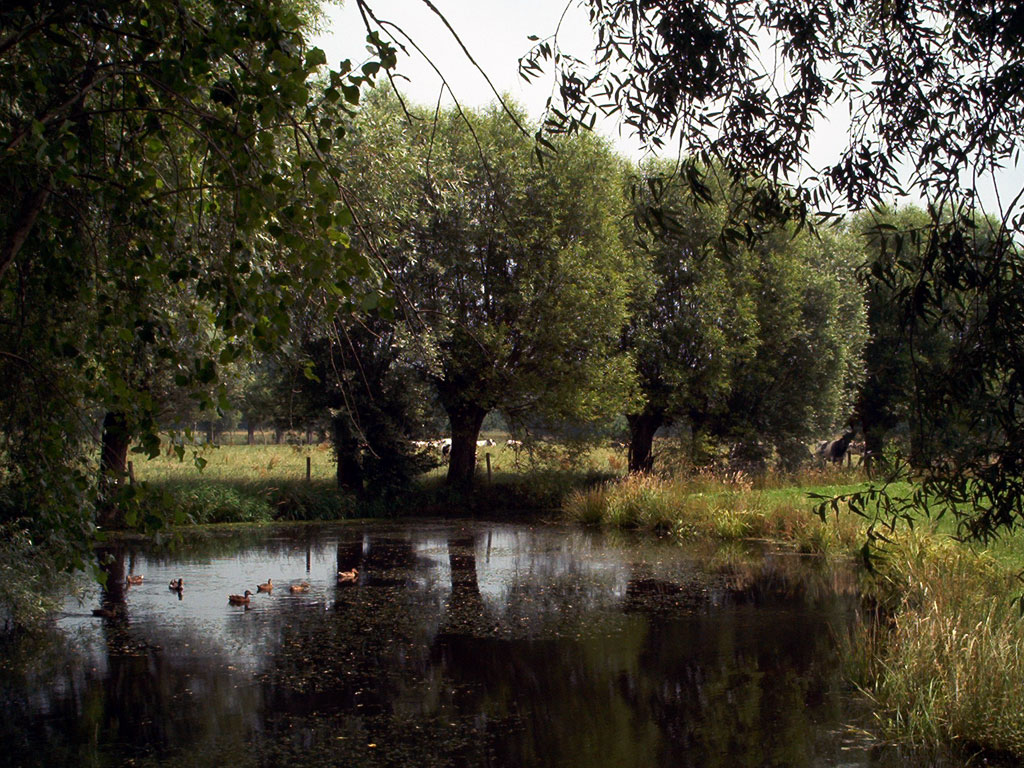
Gemene-Weidebeekplas
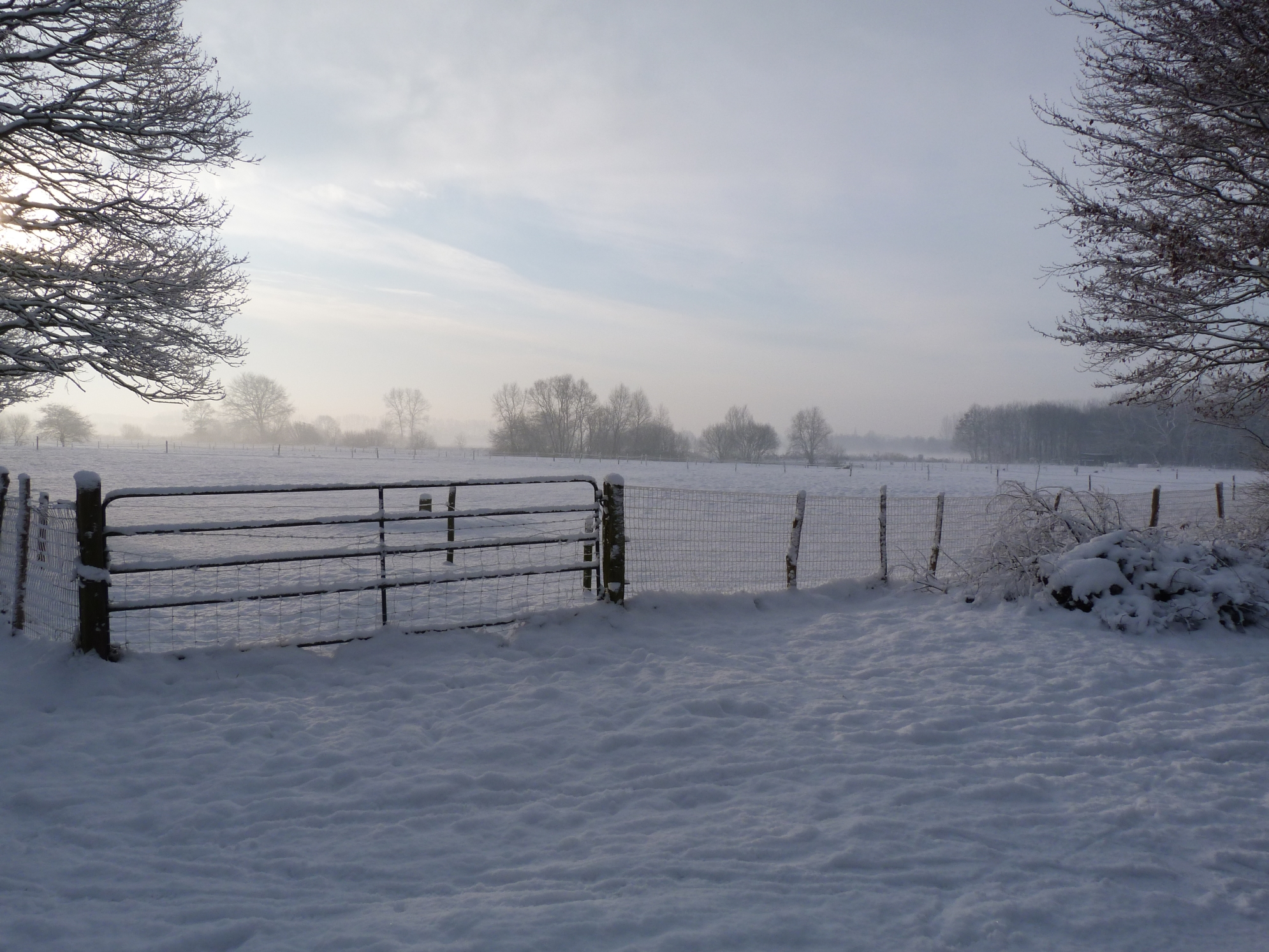
Paalsteen op de grens van Oedelem en Assebroek
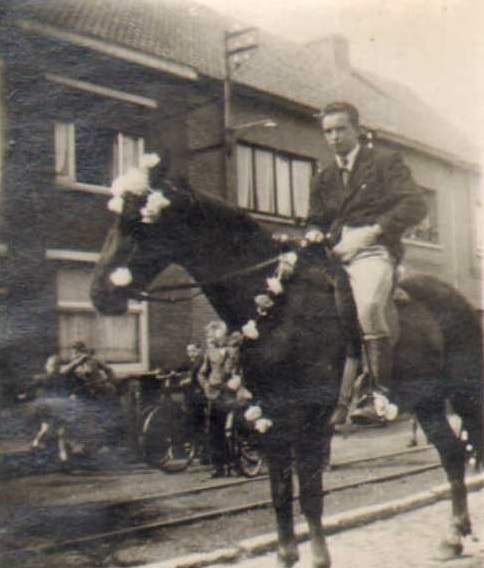
Kerklaan, begin jaren 1950: ruiter ter gelegenheid van een of andere processie. Foto genomen ter hoogte van huisnummers 32-30, schuin over zaal Patria. De sporen van de tram zijn nog aanwezig.
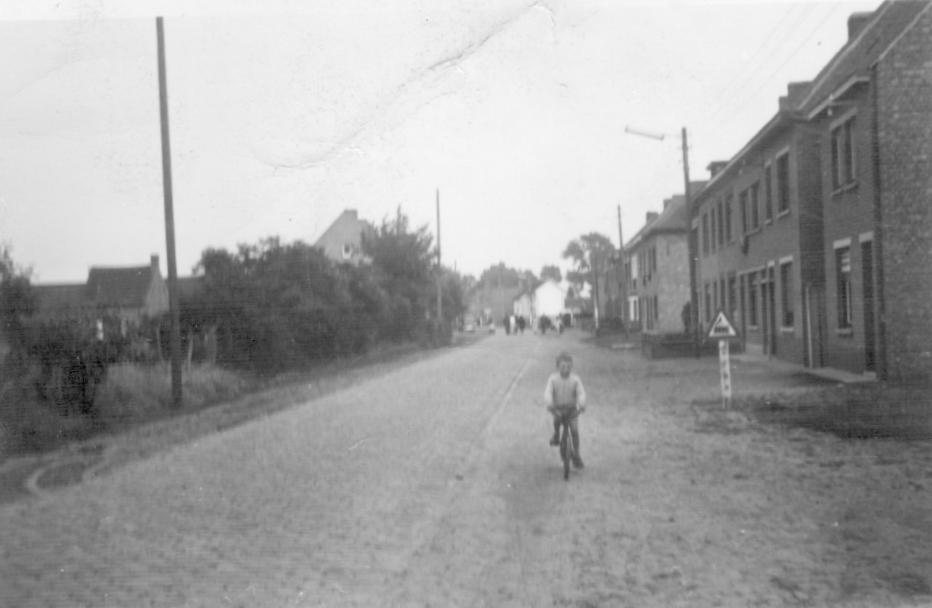
Michel Van Hammestraat (destijds in de volksmond: Beernems kasseitje), ter hoogte van nr. 40. Kind op fiets. Op de achtergrond de overweg van de spoorlijn Brugge-Eeklo. Datering eind jaren 1950.

### Assebroek bedevaartsoord
Jaarlijks vereren duizenden pelgrims het miraculeuze beeldje van de Madonna te Ver-Assebroek. Volgens de legende (afgebeeld op de gebrandschilderde vensters in de kerk) bleef dit marmeren beeldje drijven toen de geuzen het in zee gooiden. Sommigen consulteren meteen ook de paters van de Sint-Pietersabdij.

## Assebroek bieroord
In de middeleeuwen hief men binnen de Brugse stadsmuren aanzienlijke taks op bier. Zo vonden buitendrinkers de weg naar de talrijke Assebroekse herbergen waar men desnoods zijn roes uitsliep tot 's ochtends de stadspoorten weer open gingen.
Vele bieren verwijzen naar Assebroek (Steenbrugge Blond, Steenbrugge Dubbel Bruin, Steenbrugge Tripel en Steenbrugge Wit) of werden er gebrouwen door brouwerij De Regenboog (tegenwoordig gevestigd in Mater).

## Verkeer en vervoer
Vroeger had Assebroek een eigen spoorwegstation, station Assebroek, gelegen aan spoorlijn 58 Brugge - Eeklo - Gent. Het station lag in de wijk Ver-Assebroek. Het voormalige station Steenbrugge, aan dezelfde spoorlijn, lag aan de grens van Assebroek met Oostkamp. De belangrijkste verkeersassen doorheen Assebroek zijn de N50 (Baron Ruzettelaan) en de N337 (Generaal Lemanlaan/Astridlaan).

## Voetnoten
1. ↑  VRTtaal.net - Assebroek. Gearchiveerd op 2 maart 2016.
2. ↑  https://m.nieuwsblad.be/cnt/dmf20240228_96224169